# Observatorio Argentino de Drogas
El Observatorio Argentino de Drogas es un organismo creado en el año 2005 por el Poder Ejecutivo Nacional de La República Argentina, a fin de generar, mantener y difundir información y datos sobre el consumo y tráfico de drogas en el país. Depende de la Secretaría de Políticas Integrales sobre Drogas de la Presidencia de la Nación Argentina.
Desde el inicio de su funcionamiento entregó cifras oficiales sobre el consumo de drogas en un país que, como la Argentina, hasta ese momento era considerado solo un país de tránsito dentro del esquema mundial del narcotráfico. 

## Funciones
La problemática del uso indebido de sustancias psicoactivas presenta una complejidad propia, por las dimensiones culturales, económicas y psicológicas que la explican y la determinan.Construir un sistema de información (indicadores) que permita medir con objetividad esta problemática, de manera confiable y sistemática, generando un sistema de alarma sobre cambios y tendencias de los patrones de consumo, es uno de los objetivos estratégicos de esta gestión de gobierno. Solo un diagnóstico acertado, sobre la base de información confiable y de la interpretación de esos datos, permite diseñar una estrategia de acción.
El Observatorio Argentino de Drogas tiene como función básica el estudio y evaluación de la problemática del uso indebido de drogas y el tráfico de estupefacientes, mediante la coordinación, recolección y análisis de información, para ponerlo a disposición de las instituciones, profesionales que gestionan y/o trabajan en este campo y público interesado los resultados de su actividad. 
Se propone:
- La recolección y sistematización de datos continuos provenientes de otras áreas referidos a la temática del uso, tratamiento, factores de riesgo, tráfico y producción de drogas y precursores químicos.
- La producción e investigación de datos sobre prevalecía de consumo, incidencia y abuso de sustancias psicoactivas, tratamiento, factores de riesgo, tráfico y producción de drogas y precursores químicos.
- El desarrollo de epidemiología comunitaria, a través de las ventanas epidemiológicas, que implican una estrategia preventiva focalizada, a partir de diagnósticos situacionales y del involucramiento en este proceso de los miembros de la comunidad.

Los estudios demuestran que, sin llegar a los niveles alarmantes de los países europeos, Argentina tiene un nivel de consumo de sustancias psicoactivas creciente,[cita requerida] propios de una sociedad dinámica.

### Competencias y objetivos
Son competencia del Observatorio, los siguientes campos: 
1) Actuación como órgano permanente de coordinación, recolección y análisis de la información disponible en diferentes fuentes nacionales e internacionales, organismos gubernamentales y no gubernamentales ligados a la problemática y articulación específica con los organismos provinciales que conforman el COFEDRO, para promover las metodologías de recolección de información adecuadas y los registros necesarios.
2) La creación de un área de investigación, dedicado a: 
• evaluar la prevalencia e incidencia del uso indebido de drogas, los patrones de uso-consumo y tendencias, 
• realizar estudios sobre la población asistida por problemas de uso indebido de drogas,
• promocionar diversas investigaciones y estudios sobre aspectos relevantes relacionados con la problemática del uso indebido de drogas,
• la difusión de la información, a través de la publicación de informes periódicos 
3) La colaboración con el Observatorio Interamericano de Drogas (OID) y con los países de América Latina y con el Observatorio Europeo de Drogas y las Toxicomanías para mejorar la comparabilidad de la información disponible. 
4) Asesoramiento a diferentes instancias políticas e institucionales acerca de las prioridades existentes en materia de droga y las posibles medidas a adoptar.

#### Objetivo general
Asegurar a los organismos de decisión, nacionales e internacionales, la disponibilidad de datos válidos y suficientes, para la evaluación de la situación nacional en materia de la problemática del uso indebido y tráfico de drogas realizando y coordinando la recogida, análisis y difusión de la información a los diferentes organismos nacionales e internacionales. 

#### Objetivos específicos
1. Sistematizar la información disponible en el país proveniente de instituciones públicas y privadas, vinculada a la problemática.
2. Completar y promover la investigación en áreas relevantes del conocimiento.
3. Promover la generación de información clave desde la comunidad en temas relevantes para la prevención y tratamiento por consumo indebido.

## Estructura
El Observatorio Argentino de Drogas está conformado por tres áreas diferenciadas por objetivos y metodología empleada. 
1. Recolección y sistematización de datos continuos provenientes de otras áreas referidos a la temática del uso, tratamiento, factores de riesgo, tráfico y producción de drogas y precursores químicos. 
2. Producción e investigación de datos primarios sobre prevalencia de consumo de sustancias psicoactivas, tratamiento, factores de riesgo, tráfico y producción de drogas y precursores químicos. 
3. Desarrollo de epidemiología comunitaria, a través de las ventanas epidemiológicas, que implican una estrategia preventiva focalizada, a partir de diagnósticos situacionales y del involucramiento en el proceso de los miembros de la comunidad. 
Los objetivos específicos del OAD, están contenidos en el Objetivos y Metas.
El programa general de investigaciones, puede verse en detalle en Programación de investigaciones

## Estudios Nacionales
| Estudio | Año  | Publicación |
| --- | ---- | --- |
| Estudio nacional en población general de 12 a 65 años sobre consumo de sustancias psicoactivas. Argentina, 2017.                      | 2017 | Magnitud del consumo de sustancias a nivel nacional Archivado el 28 de abril de 2018 en Wayback Machine. |
| Estudio nacional en población general de 12 a 65 años sobre consumo de sustancias psicoactivas. Argentina, 2017.                      | 2017 | Tabaco y Alcohol, intensidad del consumo Archivado el 28 de abril de 2018 en Wayback Machine. |
| Estudio nacional en población general de 12 a 65 años sobre consumo de sustancias psicoactivas. Argentina, 2017.                      | 2017 | Consumo de Psicofármacos Archivado el 28 de abril de 2018 en Wayback Machine. |
| Estudio nacional en población general de 12 a 65 años sobre consumo de sustancias psicoactivas. Argentina, 2017.                      | 2017 | Marihuana, intensidad del consumo Archivado el 28 de abril de 2018 en Wayback Machine. |
| Estudio nacional en población general de 12 a 65 años sobre consumo de sustancias psicoactivas. Argentina, 2017.                      | 2017 | Consumo de cocaína Archivado el 28 de abril de 2018 en Wayback Machine. |
| Estudio nacional en población general de 12 a 65 años sobre consumo de sustancias psicoactivas. Argentina, 2017.                      | 2017 | Población femenina |
| Estudio nacional en población general de 12 a 65 años sobre consumo de sustancias psicoactivas. Argentina, 2017.                      | 2017 | Consumo de sustancias pcicoactivas y mercado laboral Archivado el 28 de abril de 2018 en Wayback Machine. |
| Estudio nacional en población general de 12 a 65 años sobre consumo de sustancias psicoactivas. Argentina, 2017.                      | 2017 | Demanda de tratamiento Archivado el 28 de abril de 2018 en Wayback Machine. |
| Estudio nacional en población general de 12 a 65 años sobre consumo de sustancias psicoactivas. Argentina, 2017.                      | 2017 | Factores de riesgo en el consumo de sustancias psicoactivas Archivado el 28 de abril de 2018 en Wayback Machine. |
| Estudio nacional en población general de 12 a 65 años sobre consumo de sustancias psicoactivas. Argentina, 2017.                      | 2017 | Estado autopercibido de salud en población usuaria de tabaco, alcohol, marihuana, cocaína y sustancias inyectables. (enlace roto disponible en Internet Archive; véase el historial, la primera versión y la última). |
| Estudio nacional en población general de 12 a 65 años sobre consumo de sustancias psicoactivas. Argentina, 2010.                      | 2010 | Informe de resultados Archivado el 26 de septiembre de 2017 en Wayback Machine. |
| Estudio nacional en población general de 12 a 65 años sobre consumo de sustancias psicoactivas. Argentina, 2010.                      | 2010 | Análisis de Supervivencia para la Estimación de la Edad de Inicio en el Consumo de Alcohol Marihuana y Cocaína Archivado el 28 de abril de 2018 en Wayback Machine.                                                   |
| Estudio nacional en población general de 12 a 65 años sobre consumo de sustancias psicoactivas. Argentina, 2008.                      | 2008 | Informe de resultados Archivado el 28 de abril de 2018 en Wayback Machine. |
| Estudio nacional en población general de 12 a 65 años sobre consumo de sustancias psicoactivas. Argentina, 2004.                      | 2004 | Informe preliminar Archivado el 15 de marzo de 2012 en Wayback Machine. |
| Encuesta Epidemiológica sobre Prevalencia de Consumo de sustancias psicoactivas en población general de 16 a 64 años, Argentina. 1999 | 1999 | Resumen |

| Estudio                                                                                                | Año  | Publicación |
| --- | ---- | --- |
| Sexto estudio nacional sobre consumo de sustancias psicoactivas en estudiantes de enseñanza media 2014 | 2014 | Patrones y magnitud del consumo Archivado el 15 de marzo de 2017 en Wayback Machine. |
| Sexto estudio nacional sobre consumo de sustancias psicoactivas en estudiantes de enseñanza media 2014 | 2014 | Análisis del Consumo de Marihuana Archivado el 29 de abril de 2018 en Wayback Machine. |
| Sexto estudio nacional sobre consumo de sustancias psicoactivas en estudiantes de enseñanza media 2014 | 2014 | Análisis del Consumo de Alcohol Archivado el 29 de abril de 2018 en Wayback Machine. |
| Sexto estudio nacional sobre consumo de sustancias psicoactivas en estudiantes de enseñanza media 2014 | 2014 | Análisis de los contextos individuales y sociofamiliares en jóvenes escolarizados y su relación con el consumo de alcohol y marihuana Archivado el 29 de abril de 2018 en Wayback Machine. |
| Quinto Estudio Nacional a Estudiantes de Nivel Medio. Año 2012                                         | 2012 | Informe Final de Resultados Archivado el 29 de abril de 2018 en Wayback Machine. |
| Análisis de la Tendencia de los Factores de Riesgo en Estudiantes de Nivel Medio 2001_2009.            | 2010 | Informe Archivado el 15 de marzo de 2017 en Wayback Machine. |
| Cuarta Encuesta Nacional a Estudiantes de Enseñanza Media 2009                                         | 2009 | Informe Final de Resultados Archivado el 15 de marzo de 2017 en Wayback Machine. |
| Tercera Encuesta Nacional a Estudiantes de Enseñanza Media 2007                                        | 2007 | Informe Final de Resultados Archivado el 15 de marzo de 2017 en Wayback Machine. |
| Tercera Encuesta Nacional a Estudiantes de Enseñanza Media 2007                                        | 2007 | Análisis multivalente en indicadores de riesgo y protección asociados al consumo de sustancias psicoactivas Archivado el 15 de marzo de 2017 en Wayback Machine.                           |
| Segunda Encuesta Nacional a Estudiantes de Enseñanza Media 2005                                        | 2005 | Informe Final de Resultados (enlace roto disponible en Internet Archive; véase el historial, la primera versión y la última).                                                              |
| Primer Estudio Nacional a Estudiantes de Nivel Medio. Año 2001                                         | 2001 | Informe Final de Resultados Archivado el 15 de marzo de 2017 en Wayback Machine. |

| Estudio                                                                      | Año  | Publicación                                                                                               |
| ---------------------------------------------------------------------------- | ---- | --- |
| Mortalidad relacionada al consumo de sustancias psicoactivas. Argentina 2015 | 2015 | Informe Archivado el 29 de abril de 2018 en Wayback Machine.                                              |
| Mortalidad relacionada al consumo de sustancias psicoactivas. Argentina 2014 | 2014 | Informe Archivado el 29 de abril de 2018 en Wayback Machine.                                              |
| Mortalidad relacionada al consumo de sustancias psicoactivas. Argentina 2013 | 2013 | Informe (enlace roto disponible en Internet Archive; véase el historial, la primera versión y la última). |

| Estudio | Año  | Publicación |
| --- | ---- | --- |
| Informe epidemiológico sobre el consumo de tabaco en Argentina                                                          | 2016 | Informe Archivado el 29 de abril de 2018 en Wayback Machine.                                                    |
| Principales Indicadores Relativos al Consumo de Sustancias Psicoactivas. Año 2014                                       | 2014 | Síntesis nacional por provincias y por conglomerado urbano Archivado el 29 de abril de 2018 en Wayback Machine. |
| Situación Epidemiológica en Argentina al 2012                                                                           | 2012 | Informe Archivado el 28 de abril de 2018 en Wayback Machine.                                                    |
| Memoria de las Acciones Realizadas en el Marco de los Convenios de Cooperación con Organismos Internacionales 2005-2006 | 2007 | Documento |